# Rivière Clergue
Pour les articles homonymes, voir Clergue.
La rivière Clergue est un affluent de la rive Est de la rivière Sabascunica laquelle se déverse sur le littoral est de la baie James. La rivière Clergue coule vers l'ouest dans la municipalité de Eeyou Istchee Baie-James, dans la région administrative du Nord-du-Québec, au Québec, au Canada.

## Géographie
Les bassins versants voisins de la rivière Clergue sont :
- côté nord : la rivière Maquatua, rivière Sabascunica ;
- côté sud : la rivière du Peuplier.

D'une longueur d'environ 75 km, la rivière Clergue prend sa source d'un lac sans nom (longueur : 3,5 km ; largeur : 1,2 km ; altitude : 116 m). La rivière Clergue coule à priori vers le sud-ouest, puis vers l'ouest.
L'embouchure de la rivière Clergue est situé au sud-est du village de Wemindji, à 11,1 km au nord de l'embouchure de la rivière du Peuplier. Dans le dernier 2,3 km avant son embouchure, la rivière Clergue se sépare en cinq embranchements en traversant des zones de marais de chaque côté. La rivière Clergue se déverse sur les bâtures de la rive Est d'une petite baie à l'embouchure de la rivière Sabascunica (venant du nord) qui se déverse dans la baie James.

## Toponymie
Le toponyme rivière Clergue a été officialisé le 5 décembre 1968 à la Banque des noms de lieux de la Commission de toponymie du Québec.